# Parola dell'anno
Una parola dell'anno (in inglese: Word of the Year; in tedesco: Wort des Jahres) è un vocabolo a cui viene conferita una particolare importanza da parte di un'istituzione culturale in un anno specifico.

## Storia
Nel 1971 la Gesellschaft für deutsche Sprache (GfdS) elesse il lemma aufmüpfig ("ribelle") parola dell'anno. Dopo uno iato di sei anni, nel 1977, la GfdS decise di rendere una tradizione annuale la designazione di un termine da essa considerato particolarmente significativo. Nel 1990 l'American Dialect Society diede il via alla prima ricorrenza analoga in lingua inglese, ed elesse il termine bushlips, che indica una retorica politica falsa. Le parole dell'anno vengono selezionate dalla metà degli anni duemila da importanti case editrici britanniche specializzate in dizionari quali Merriam-Webster, Oxford University Press e HarperCollins. Le parole dell'anno vengono decretate anche in altri paesi europei (Svizzera, Austria, Paesi Bassi, ecc.), negli Stati Uniti e in Australia.

## Nel mondo

### Germania
Le parole dell'anno seguenti in tedesco sono state selezionate dalla Gesellschaft für deutsche Sprache.
- 1971 – aufmüpfig (lett. "ribelle")
- 1977 – Szene (lett. "scena/comunità")
- 1978 – konspirative Wohnung (lett. "appartamento cospirativo")
- 1979 – Holocaust (lett. "Olocausto")
- 1980 – Rasterfahndung (lett. "raid poliziesco")
- 1981 – Nulllösung (lett. "opzione zero")
- 1982 – Ellenbogengesellschaft (lett. "società del gomito")
- 1983 – Heißer Herbst (lett. "autunno caldo")
- 1984 – Umweltauto (lett. "automobile a scarso impatto ambientale")
- 1985 – Glykol (lett. "glicole dietilenico")
- 1986 – Tschernobyl
- 1987 – AIDS, Kondom (lett. "AIDS e preservativo")
- 1988 – Gesundheitsreform (lett. "riforma sanitaria")
- 1989 – Reisefreiheit (lett. "libertà di circolazione")
- 1990 – Die neuen Bundesländer (lett. "Nuovi Stati federati della Germania")
- 1991 – Besserwessi (lett. "saputello")
- 1992 – Politikverdrossenheit (lett. "apatia/disaffezione politica")
- 1993 – Sozialabbau (lett. "regresso sociale")
- 1994 – Superwahljahr (lett. "super-anno-elettorale")
- 1995 – Multimedia (lett. "multimedialità")
- 1996 – Sparpaket (lett. "pacchetto di austerità")
- 1997 – Reformstau (lett. "ingorgo delle riforme")
- 1998 – Rot-Grün (lett. "rosso-verde")
- 1999 – Millennium (lett. "millennio")
- 2000 – Schwarzgeldaffäre (lett. "affare della moneta nera")
- 2001 – Der elfte September (lett. "l'11 settembre")
- 2002 – Teuro
- 2003 – Das alte Europa (lett. "vecchia Europa")
- 2004 – Harzt
- 2005 – Bundeskanzlerin (lett. "cancelliera")
- 2006 – Fanmeile (lett. "miglia/chilometri di fan")
- 2007 – Klimakatastrophe (lett. "catastrofe climatica")
- 2008 – Finanzkrise (lett. "crisi finanziaria")
- 2009 – Abwrackprämie (lett. "premi alla demolizione")
- 2010 – Wutbürger (lett. "cittadino adirato")
- 2011 – Stresstest
- 2012 – Rettungsroutine (lett. "routine di salvataggio")
- 2013 – GroKo
- 2014 – Lichtgrenze (lett. "confine di luce")
- 2015 – Flüchtlinge (lett. "rifugiati")
- 2016 – postfaktisch ("lett. "post-verità"")
- 2017 – Jamaika-Aus (lett. "fine della Jamaika-Koalition")
- 2018 – Heißzeit (lett. "alta temperatura")
- 2019 – Respektrente (lett. "pensione dignitosa")
- 2020 – Corona-Pandemie (lett. "pandemia di COVID-19")
- 2021 – Wellenbrecher (lett. "frangiflutti")
- 2022 – Zeitenwende (lett. "svolta epocale")
- 2023 – Krisenmodus (lett. "modalità crisi")
- 2024 – Ampel-Aus (lett. "spegnimento del semaforo")

#### Jugendwort des Jahres
La Gesellschaft für deutsche Sprache decreta anche una parola dell'anno del linguaggio giovanile tedesco (Jugendsprache).
- 2008 – Gammelfleischparty
- 2009 – hartzen
- 2010 – Niveaulimbo
- 2011 – Swag
- 2012 – YOLO
- 2013 – Babo
- 2014 – Läuft bei dir
- 2015 – Smombie
- 2016 – fly sein
- 2017 – I bims
- 2018 – Ehrenmann / Ehrenfrau
- 2019 – Nessuna parola
- 2020 – lost
- 2021 – cringe
- 2022 – smash
- 2023 – goofy
- 2024 – Aura

### Norvegia
Lo Språkråd norvegese determina ogni anno una parola dell'anno a partire dal 2008. Dal 2012 ciò avviene in cooperazione con la Norges Handelshøyskole (lett. "Scuola norvegese di Economia").
- 2008 – Finanskrise
- 2009 – Svineinfluensa
- 2010 – Askefast
- 2011 – Rosetog
- 2012 – Nave
- 2013 – Sakte-TV
- 2014 – framandkrigar/fremmedkriger
- 2015 – det grøne skiftet/det grønne skiftet
- 2016 – hverdagsintegrering/kvardagsintegrering
- 2017 – falske nyheter
- 2018 – skjebnelandsmøte
- 2019 – klimabrøl
- 2020 – koronaen
- 2021 – sportsvaske
- 2022 – krympflasjon
- 2023 – KI-generert
- 2024 – Beredskapsvenn

### Portogallo
In Portogallo è la casa editrice Porto Editora a decretare la parola dell'anno.
- 2009 – esmiuçar
- 2010 – vuvuzela
- 2011 – austeridade
- 2012 – entroikado
- 2013 – bombeiro
- 2014 – corrupção
- 2015 – refugiado
- 2016 – geringonça
- 2017 – incêndios
- 2018 – enfermeiro
- 2019 – violência [doméstica]
- 2020 – saudade
- 2021 – vacina
- 2022 – guerra
- 2023 – professor
- 2024 – liberdade

### Regno Unito

#### Collins English Dictionary
Quelle che seguono sono le parole selezionate dal dizionario edito dalla Collins English Dictionary.
- 2013 – geek
- 2014 – photobomb
- 2015 – binge-watch
- 2016 – Brexit
- 2017 – fake news
- 2018 – single-use (lett. "monouso")
- 2019 – climate strike (lett. "sciopero per il clima")
- 2020 – lockdown
- 2021 – NFT
- 2022 – permacrisis
- 2023 – AI
- 2024 – brat

#### Merriam-Webster
Quelle che seguono sono le parole selezionate dal dizionario edito dalla Merriam-Webster.
- 2003 – democracy (lett. "democrazia")
- 2004 – blog
- 2005 – integrity (lett. "integrità")
- 2006 – truthiness
- 2007 – w00t
- 2008 – bailout
- 2009 – admonish (lett. "ammonire")
- 2010 – austerity (lett. "austerità")
- 2011 – pragmatic (lett. "pragmatico")
- 2012 – socialism, capitalism (lett. "socialismo e capitalismo")
- 2013 – science (lett. "scienza")
- 2014 – culture (lett. "cultura")
- 2015 – -ism
- 2016 – surreal (lett. "surreale")
- 2017 – feminism (lett. "femminismo")
- 2018 – justice (lett. "giustizia")
- 2019 – they (singolare)
- 2020 – pandemic (lett. "pandemia")
- 2021 – vaccine (lett. "vaccino")
- 2022 – gaslighting
- 2023 – doppelgänger
- 2024 – polarization

#### Oxford University Press
La lista che segue è quella dedicata alle UK Word of the Year della Oxford University Press che non tiene conto di altre liste analoghe stilate dalla stessa casa editrice e dedicate ai termini ritenuti importanti negli USA (US Word of the Year) e tra i parlanti l'hindi (Hindi Word of the Year).
- 2004 – chav
- 2005 – sudoku
- 2006 – bovvered (storpiatura di bothered, lett. "infastidito")
- 2007 – carbon footprint (lett. "impronta carbonica")
- 2008 – credit crunch (lett. "stretta del credito")
- 2009 – simples (storpiatura di simple, lett. "semplice")
- 2010 – big society
- 2011 – squeezed middle (lett. "restringimento della classe media")
- 2012 – omnishambles
- 2013 – selfie
- 2014 – vape (lett. "svapare")
- 2015 – 😂
- 2016 – post-truth (lett. "post-verità")
- 2017 – youthquake
- 2018 – toxic (lett. "tossico")
- 2019 – climate emergency (lett. "emergenza climatica")
- 2020 – non è stato scelto un solo termine
- 2021 – vax (lett. "vaccino")
- 2022 – goblin mode (lett. "modalità goblin")
- 2023 – rizz
- 2024 – brain rot (lett. "marciume cerebrale")

### Russia
In Russia le parole dell'anno sono scelte da un concilio di esperti diretto da Mikhail Epstein.
- 2007 — гламур (lett. "glamour")
- 2008 — кризис (lett. "crisi")
- 2009 — перезагрузка (lett. "riavvio")
- 2010 — огнеборцы (lett. "vigili del fuoco")
- 2011 — полиция (lett. "polizia")
- 2012 — Болотная (lett. "(piazza) Bolotnaja")
- 2013 — госдура (lett. "scemo di stato")
- 2014 — крымнаш (lett. "la Crimea è nostra")
- 2015 — беженцы (lett. "rifugiati")
- 2016 — брeкзит (lett. "Brexit")
- 2017 — реновация (lett. "ristrutturazione")
- 2018 — Новичок (lett. "Nuovo arrivato")
- 2019 — протест (lett. "protesta")
- 2020 — обнуление (lett. "azzeramento")
- 2021 — вакцинация (lett. "vaccinazione")
- 2022 — Спецоперация (lett. "operazione speciale")
- 2023 — искусственный интеллект (lett. "intelligenza artificiale")
- 2024 – Навальный (lett. "Naval'nyj")

### Spagna
La Fundéu spagnola seleziona una parola dell'anno a partire dal 2013.
- 2013 – escrache
- 2014 – selfi
- 2015 – refugiado
- 2016 – populismo
- 2017 – aporofobia
- 2018 – microplástico
- 2019 – emoji
- 2020 – confinamiento
- 2021 – vacuna
- 2022 – inteligencia artificial
- 2023 – polarización
- 2024 – dana

### Stati Uniti d'America
Quelle che seguono sono le parole dell'anno scelte dall'American Dialect Society.
- 1990 – bushlips
- 1991 – mother of all (lett. "madre di tutti")
- 1992 – Not! (lett. "no/non")
- 1993 – information superhighway (lett. "autostrada dell'informazione")
- 1994 – cyber (lett. "cibernetico")
- 1995 – web
- 1996 – mom
- 1997 – millennium bug
- 1998 – e-
- 1999 – Y2K
- 2000 – chad
- 2001 – 9-11
- 2002 – weapons of mass destruction (lett. "armi di distruzione di massa")
- 2003 – metrosexual (lett. "metrosessuale")
- 2004 – red state, blue state, purple state
- 2005 – truthiness (lett. "veridicità")
- 2006 – subprime
- 2008 – bailout
- 2009 – tweet
- 2010 – app (lett. "applicazione")
- 2011 – occupy (lett. "occupare")
- 2012 – hashtag
- 2013 – because (lett. "perché")
- 2014 – #blacklivesmatter
- 2015 – they (singolare)
- 2016 – dumpster fire (lett. "caos totale/disastro totale")
- 2017 – fake news (lett. "notizie false")
- 2018 – tender age shelter (lett. "rifugio della tenera età")
- 2019 – (My) pronouns (lett. "(i miei) pronomi")
- 2020 – Covid
- 2021 – insurrection (lett. "insurrezione")
- 2022 – -ussy
- 2023 – enshittification
- 2024 – rawdog